# 诺伊基兴拜姆海利根布卢特
诺伊基兴拜姆海利根布卢特（德語：Neukirchen beim Heiligen Blut，官方拼写为，發音：[nɔʏˈkɪʁçn̩ baɪm ˈhaɪlɪɡn̩ ˈbluːt]，意为“圣血附近的新教堂”）是德国巴伐利亚州上普法尔茨行政区卡姆县的市镇，面积59.86平方千米，2023年12月31日人口为3,701人。